# Conservatoire de musique de Genève
Ne doit pas être confondu avec Haute École de musique de Genève.
Pour les articles homonymes, voir CMG.

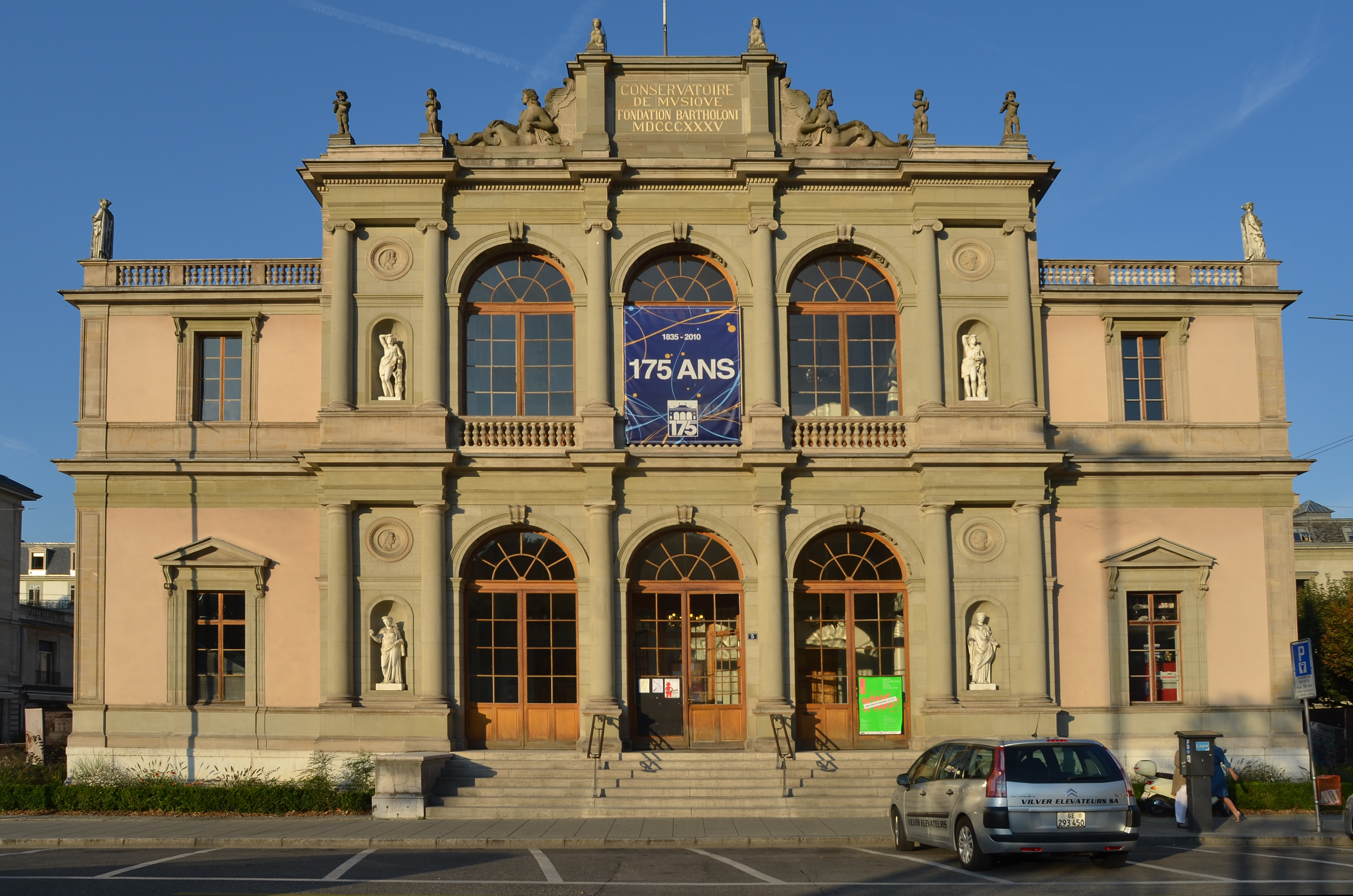
Façade est.

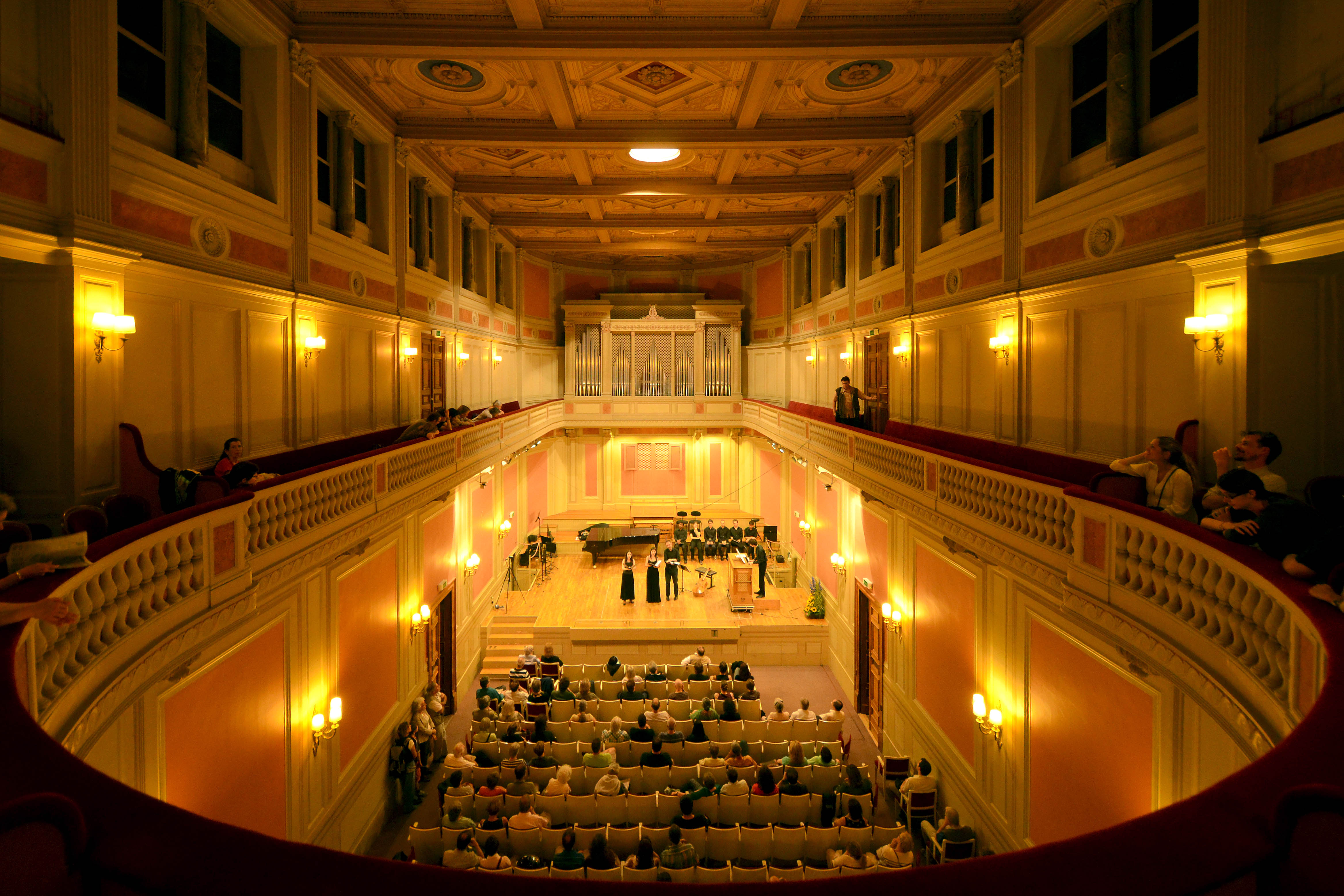
Intérieur.

Le Conservatoire de musique de Genève (CMG) est une école de musique et de théâtre à Genève en Suisse. Fondation de droit privé, elle est subventionnée par le département de l'instruction publique du canton de Genève, ainsi que par la Ville de Genève.
Depuis 2009, les formations professionnelles initialement proposées au Conservatoire sont dispensées par la Haute École de musique de Genève (HEM).

## Historique

Le Conservatoire vers 1860.

Fondé en 1835 par le financier et mécène genevois François Bartholoni (1796-1881), le conservatoire de musique de Genève est la plus ancienne institution d’enseignement musical en Suisse et l'un des plus anciens conservatoires en Europe. Franz Liszt figure parmi ses professeurs au cours de la première année de son histoire.
Le bâtiment de la place Neuve est construit entre 1856 et 1858 sur les plans de l'architecte français Jean-Baptiste Lesueur. Auparavant les cours se déroulaient dans le bâtiment de l'ancien Casino de Genève (actuellement au numéro 3 de la rue de l'Évêché). L'ancienne maison Hentsch, à la cour de Saint-Pierre, est rachetée par la Société de musique de Genève fondée en 1924.
En 1939 est lancé le Concours international d'exécution musicale de Genève (premier concours international) au sein de ce conservatoire.
En janvier 2009, le Conservatoire se sépare en deux institutions individuelles avec des missions différentes :
- Le Conservatoire de musique de Genève a conservé l'École de musique (EM) destinée à l'enseignement amateur et pré-professionnel aux enfants et adolescents[1].
- La Haute École de musique de Genève (HEM) est une nouvelle fondation de droit public, regroupant l'ensemble des enseignements professionnels. Elle fait partie de la Haute École spécialisée de Suisse occidentale.

## Directeurs
- Nathan Bloc (1835—1849)
- Jules Delacour (1849—1859)
- Ami Girard (1859—1892)
- Ferdinand Held (1892—1925)
- Henri Gagnebin (1925—1957)
- Samuel Baud-Bovy (1957—1970)
- Claude Viala (1970—1992)
- Philippe Dinkel (1992—2021)
- Béatrice Zawodnik (depuis 2022)

## Activité

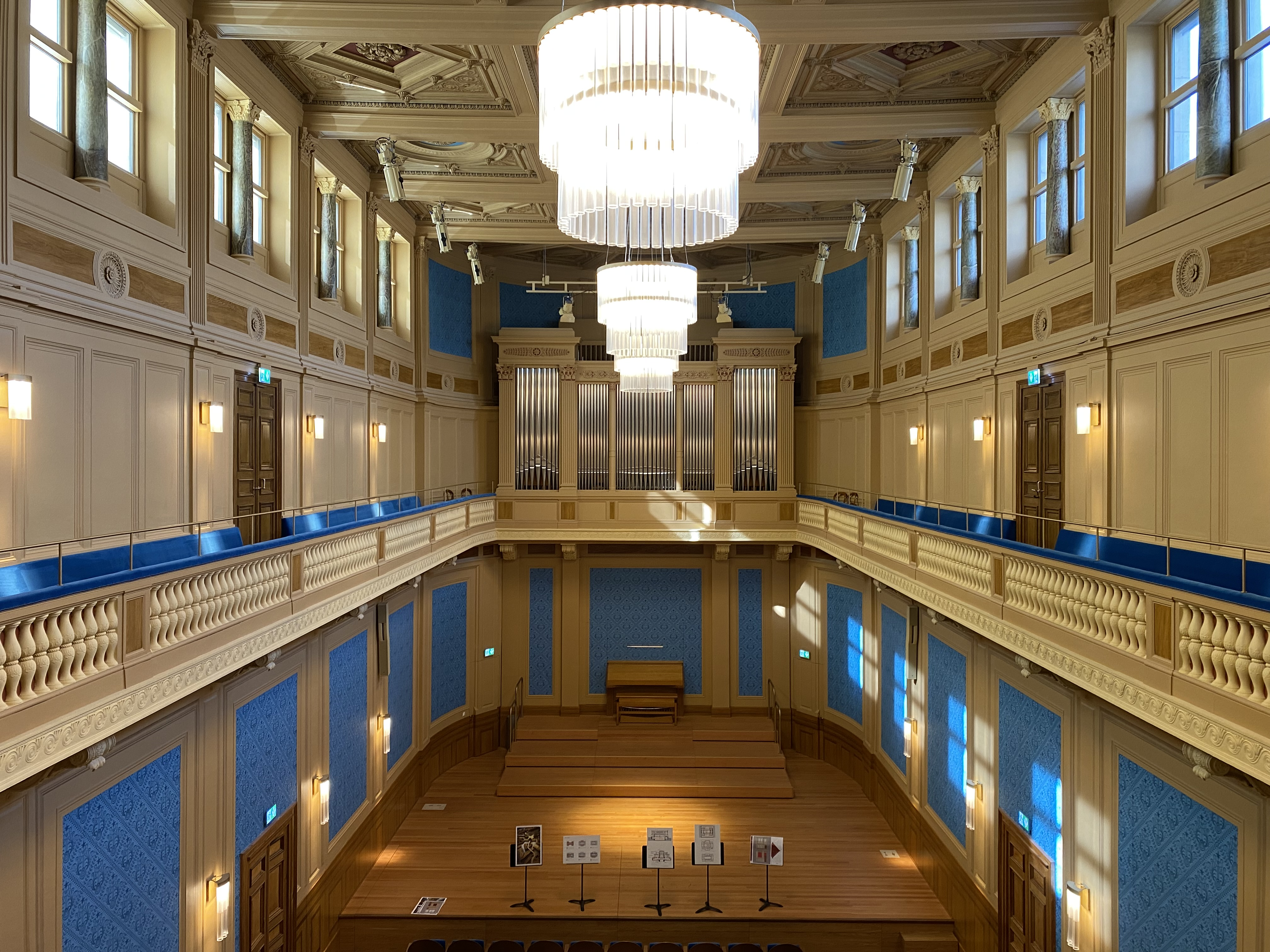
Vue de la salle Franz-Liszt.

L'École de musique offre aux amateurs des cours d’instrument, de chant et de théâtre ainsi qu'une formation de base en culture musicale et une filière pré-professionnelle en théâtre.
Environ 2 500 élèves non professionnels à l'École de musique fréquentent l'institution, répartis dans 31 lieux d'enseignement :
- Genève centre-ville (Diorama, École Cayla, École de Contamines, Mail, Paroisse Sainte-Clotilde, Petitot, Place Neuve, Uni-Mail, Conservatoire populaire de musique, danse et théâtre et Stand),
- Carouge (Centre musical Robert-Dunant),
- Chêne-Bougeries (École Grange-Canal et École Jean-Piaget),
- Genève-Ville (Cycle d'orientation de Montbrillant, École de la Roseraie, École des Allières, École des Cropettes, École des Grottes, École Le-Corbusier et Paroisse des Eaux-Vives),
- Le Grand-Saconnex (Ancienne mairie, École de La Tour et Espace Pom),
- Meyrin (Crèche Arc-En-ciel, École Bellavista II, École de Meyrin-Village, École des Champs Fréchets et Maison communale),
- Onex (École des Bossons),
- Puplinge (Salle de réunion/de musique)
- et Vernier (École du Lignon).

## Bibliothèque
La bibliothèque du Conservatoire de Genève comporte de nombreux documents et près de 130 000 partitions, composées aussi bien d’éditions usuelles d’œuvres pour toutes formations instrumentales et vocales.